# Björn Samuelson (moderat)
Björn Uno Samuelson, född 23 december 1951 på Lidingö, är en svensk arbetsmiljöforskare och politiker (moderat) som 2012–2014 var ledamot av Sveriges riksdag.
Samuelson är utbildad till bergsingenjör vid Kungliga Tekniska högskolan och medicine doktor vid Uppsala universitet. Han har varit arbetsmiljöexpert för Sveriges Byggindustrier. Samuelson är adjungerad professor i arbetsvetenskap vid Luleå tekniska universitet.
Samuelson har varit engagerad inom kommunpolitiken i sin hemkommun Lidingö, där han varit kommunfullmäktiges ordförande.
Han var ersättare för statssekreterare Mikael Sandström i riksdagen från 19 till 30 april 2012, från 16 augusti till 31 december 2012 samt från 1 januari 2013 till 29 september 2014.